# 裝扮遊戲
《裝扮遊戲》（Tomboy）是一部2011年法國劇情電影，由瑟琳·席安瑪編劇和執導，故事描述非常規性別的10歲孩子洛爾在暑假期間搬到新社區後，自稱米克並嘗試表現出男性形象。此電影一經推出便獲得良好評價，導演和主角的表現都受到讚譽。
《裝扮遊戲》的DVD-Video和藍光光碟在2012年3月5日於英國發布，同年6月5日於美國發布。

## 劇情大綱
洛爾是個十歲的女孩，和家人搬到巴黎後，她看到附近一群男孩在玩，但在她想和男孩們一起玩時，他們卻走了。之後洛爾遇見住在附近的女孩麗莎，她以男性名米克自稱。麗莎把米克介紹給社區的其他孩子，之後米克和他們成了朋友，和他們一起打赤膊踢足球。當米克被邀請去游泳時，她把女用連身泳裝剪成男性泳褲，並在裡面塞了黏土偽裝成陰莖。
隨時間推移，麗莎和米克越來越要好，麗莎吻了米克，而米克也漸漸融入男孩們的團體。在某天玩樂時，麗莎幫米克化妝，並表示她看起來像個女孩。米克把臉藏在連帽外套下回家，米克的媽媽看到她臉上的妝容後，鼓勵她做出像女孩子的打扮。
麗莎到米克住的公寓找她，並遇見她妹妹珍妮。珍妮從言談中發現洛爾一直以男性的身分行動，她質問洛爾，並打算把此事告訴她們的父母，洛爾承諾之後會帶珍妮出門去玩，珍妮便答應不公開此事，並表示有哥哥比有姐姐好得多，因為哥哥可以保護自己。珍妮還幫洛爾剪了頭髮，讓她看起來更有男子氣概。
在米克和一個推了珍妮的男孩打架後，對方的家長上門理論，讓洛爾的母親知道自己的女兒長期女扮男裝示人。在對方離開後，洛爾的母親責罵洛爾，並甩了她一巴掌。珍妮知道洛爾並不好受，盡可能以自己的方式表示支持。洛爾的母親強迫洛爾穿裙裝，帶她去見和她打架的那個男孩，登門道歉。之後洛爾的母親帶她見了麗莎，麗莎看到穿裙裝的洛爾後大吃一驚，一言不發地跑開了。
洛爾尷尬地跑進樹林中，一段時間後，她脫下身上的藍色連身裙，而底下是她扮男裝時穿的背心和短褲。他把裙子掛在樹上，其它男孩發現他後把他抓了起來，想確認他是否真是個女孩，麗莎站出來要他們住手，但男孩們告訴麗莎：「妳吻了她，如果她是女生的話，那實在太噁心了」。麗莎迫不得已，只好親自確認米克的性別。之後男孩們和麗莎離開了，把狼狽的米克獨自留在樹林中。
後來，洛爾的母親生下男嬰。洛爾不想出門，但當看到麗莎在窗外等著，便出去見她。兩人靜默不語好長一段時間，麗莎問洛爾的名字，洛爾微笑地回應：「我是洛爾」。

## 演員
- 柔伊·荷倫（Zoé Héran）飾演洛爾/米克
- Malonn Lévana飾演珍妮，洛爾的妹妹
- Jeanne Disson飾演麗莎
- 蘇菲·卡塔尼（法语：Sophie Cattani）飾演洛爾的母親
- 馬修·德米（法语：Mathieu Demy）飾演洛爾的父親

## 解析
《裝扮遊戲》的主角被描述為一個假裝男孩的女孩，或被描述為跨性別男孩。美國影評人羅傑·埃伯特表示「如果你認為你看到的是男孩，你會看到一個男孩，如果你看到女孩，那這就是你所看到的。」
編劇兼導演瑟琳·席安瑪表示：「我做了好幾層，所以無論變性人或異性戀女性都可以說『這是我的童年』。」她還表示這部電影將米克對麗莎的感情處理得很曖昧。
洛爾赤身裸體的場景對電影劇情的象徵意義而言是很重要要的，飾演洛爾的柔伊·荷倫在讀劇本時就知道她必須裸上身。在拍攝這些場景時，荷倫的父母都在場，被電影採用的畫面都經過他們的同意。

## 評價
《裝扮遊戲》獲得普遍好評，在爛番茄上的新鮮度96%，評論稱這部作品溫暖、迷人且用心對待它的主題。《芝加哥太陽報》的羅傑·埃伯特在滿分4顆星中給這部片3.5顆星，稱這部電影「溫柔而深情」。。2017年時，《裝扮遊戲》被IndieWire評為有史以來第三佳的女同志電影。Autostraddle對這部片的評價是「優秀」。
2023年3月，本片在爛蕃茄發表「270部由21世紀女性執導的電影佳作」清單榜上有名。

## 外部連結
- 互联网电影数据库（IMDb）上《Tomboy》的资料（英文）
- 豆瓣电影上《裝扮遊戲》的資料 （简体中文）
- AllMovie上《Tomboy》的资料（英文）
- Box Office Mojo上《Tomboy》的資料（英文）
- Metacritic上《Tomboy》的資料（英文）
- 爛番茄上《Tomboy》的資料（英文）
- Tomboy （页面存档备份，存于） at Lumiere
- Tomboy film trailer （页面存档备份，存于） at Rocket Releasing